# Внутренняя (губа)
Вну́тренняя губа — губа на севере Охотского моря в Гижигинской губе.

## Топоним
Губа получила название из-за сильного врезания в оконечность полуострова Тайгонос. От неё назван и мыс Внутренний.

## География
Вдаётся в материк между полуостровами Теланский на западе и Тайгонос на востоке. Входными мысами в губу являются Внутренний на западе, рядом с которым находится остров Телан, и Зубчатый на востоке. С запада на север губу окружает Теланский хребет, на востоке — хребет Тайгонос. На севере губы расположен мыс Акчори, на северо-востоке — остров Нилрэп.
В губу впадают реки Осиновка, Виткичун и другие более мелкие водотоки.
Средняя величина прилива — 6 метров, наибольшая глубина — 39 метров.